# Бульварні жахіття
«Бульварні жахіття» (англ. Penny Dreadful — варіанти перекладу: Страшні казки, Бульварні страхіття, Дешевий бульварний роман жахів, Дешева страшна історія, Копійчані жахіття) — американський і британський телесеріал у жанрі горор-трилера, створений для телеканалу «Showtime». Засновником і сценаристом проєкту став Джон Логан, який також виступив як продюсер разом із Семом Мендесом. Після показу фінальних восьмої та дев'ятої серії третього сезону, які вийшли обидві 19 червня 2016 року, творець проєкту Джон Логан, оголосив про закінчення серіалу.

## Сюжет
Вікторіанський Лондон. Тут ніколи не було безпечно й спокійно. Містяни зайняті виключно повсякденними справами, не помічаючи ознак прийдешніх змін. Однак їм слід бути уважнішими, бо на вулицях британської столиці збирається нечисть самого різного сорту, здатна навести жах на кого завгодно. З багатьма із представників цієї нечисті ви давно знайомі: тут і демонічний юнак Доріан Ґрей із роману Оскара Вайльда, і доктор Джекіл разом зі своїм альтер-еґо містером Гайдом, і німець Франкенштейн «під ручку» зі своїм жахливим творінням, і спраглий крові граф Дракула із Трансільванії, а також його посіпаки-вампіри та інші, не менш зловісні істоти.
Починаючи полювання за людськими тілами і душами, всі вони ділять Лондон між собою. Люди бояться виходити з будинків, а негідники розважаються, не роздумуючи про те, що рано чи пізно повинна прийти розплата за всі їхні злочини. І ось, про цю біду дізнаються мисливці, які все своє життя присвятили боротьбі з нечистю. У числі позитивних персонажів, зрозуміло, відзначиться і сам Ван Гельсінг. Але головним персонажем сюжету став молодий американець — Ітан Чендлер. Він потрапив у пастку підступних вампірів і став одержимим диявольською красою загадкової жінки-медіума Ванесси Айвс. 

## Акторський склад

### Головні персонажі
- Доріан Грей (Рів Карні) — впевнений у собі і привабливий, але трішки неврівноважений молодий чоловік. Несе в собі прокляття чарівного портрета, який забирає його недуги і не дає старіти.
- Сер Малкольм Мюррей (Тімоті Далтон) — допитливий і досвідчений дослідник Африки, який намагається врятувати свою дочку від вампірів.
- Ванесса Айвс (Ева Грін) — загадкова жінка з силою, яку вона не може контролювати. Почуття провини перед подругою дитинства, Міною Мюррей, зробила її привабливою для Темних Сил і «посудиною» для Амонет (демонеси, що вважається у єгиптян богинею невидимих сил і ритуалів).
- Чудовисько Франкенштейна (Рорі Кіннер) — перше створіння, яке оживив Віктор Франкенштейн. Сильний, геніальний, жорстокий, хоч і дещо наївний.
- Брона Крофт (Біллі Пайпер) — повія, емігрантка з Ірландії, яка намагається втекти від свого минулого. Померла від рук Віктора Франкенштейна, щоб «позбавити її від страждань сухот». З другого сезону Наречена Франкенштейна.
- Віктор Франкенштейн (Гаррі Тредевей) — геніальний вчений, який знайшов спосіб реанімувати мертві тіла. Мав дві вдалі спроби. Учень Абрахама Ван Гельсінга.
- Ітан Чендлер (Джош Гартнетт) — сміливий американець, чарівний, зухвалий, людина справи, у якого є темні секрети минулого. Перевертень.

### Другорядні персонажі
| Актор                 | Роль                                                                               |
| --------------------- | ---------------------------------------------------------------------------------- |
| Алекс Прайс           | Протей друга людина, яку оживив Віктор Франкенштейн; до своєї смерті був китоловом |
| Гелен Маккрорі        | Мадам Калі медіум                                                                  |
| Семюел Барнетт        | Ренфілд                                                                            |
| Саймон Рассел Біл     | Фердінанд Лайл ексцентричний єгиптолог                                             |
| Денні Сапані          | Сембен помічник сера Малкольма Мюррея                                              |
| Анна Чанселлор        | Клер Айвс мати Ванесси Айвс                                                        |
| Олівія Ллевелін       | Міна Гаркер дочка сера Малкольма Мюррея                                            |
| Алун Армстронг        | Вінсент Бренд                                                                      |
| Ноні Степлтон         | Гледіс Мюррей дружина сера Малкольма Мюррея                                        |
| Мері Стоклі           | Керолайн                                                                           |
| Оуен Роу              | полковник Брюстер                                                                  |
| Річард Рідделл        | Натаніель Морріс                                                                   |
| Джуліан Блек Антілоуп | містер Кідд                                                                        |
| Ксав'єр Аткінс        | молодий Пітер                                                                      |
| Гас Баррі             | молодий Віктор                                                                     |
| Майкл О'Флаерті       | сержант поліції                                                                    |

## Список серій

### Перший сезон (2014)
| № | # | Назва                                               | Режисер             | Сценарист  | Дата трансляції на Showtime | Глядачі (млн) |
| - | - | --------------------------------------------------- | ------------------- | ---------- | --------------------------- | ------------- |
| 1 | 1 | «Компанія на ніч» «Night Work»                      | Хуан Антоніо Байона | Джон Логан | 11 травня 2014              | 0,87          |
| 2 | 2 | «Сеанс» «Séance»                                    | Хуан Антоніо Байона | Джон Логан | 18 травня 2014              | 0,72          |
| 3 | 3 | «Воскресіння» «Resurrection»                        | Дірбла Волш         | Джон Логан | 25 травня 2014              | 0,73          |
| 4 | 4 | «Демімонд» «Demimonde»                              | Дірбла Волш         | Джон Логан | 1 червня 2014               | 0,73          |
| 5 | 5 | «Ближче, ніж сестри» «Closer Than Sisters»          | Кокі Гедройц        | Джон Логан | 8 червня 2014               | 0,79          |
| 6 | 6 | «Що об'єднує смерть» «What Death Can Join Together» | Кокі Гедройц        | Джон Логан | 15 червня 2014              | 0.68          |
| 7 | 7 | «Одержимість» «Possession»                          | Джеймс Говз         | Джон Логан | 22 червня 2014              | 0.80          |
| 8 | 8 | «Гран-Гиньоль» «Grand Guignol»                      | Джеймс Говз         | Джон Логан | 29 червня 2014              | 0.86          |

### Другий сезон (2015)
| №  | #  | Назва                                                   | Режисер       | Сценарист  | Дата трансляції на Showtime | Глядачі (млн) |
| -- | -- | ------------------------------------------------------- | ------------- | ---------- | --------------------------- | ------------- |
| 9  | 1  | «Справжнє пекло» «Fresh Hell»                           | Джеймс Говз   | Джон Логан | 19 квітня 2015              | 0.575         |
| 10 | 2  | «Слова диявола» «Verbis Diablo»                         | Джеймс Говз   | Джон Логан | 10 травня 2015              | 0.536         |
| 11 | 3  | «Нічні прибульці» «The Nightcomers»                     | Браян Кірк    | Джон Логан | 17 травня 2015              | 0.639         |
| 12 | 4  | «Злі духи на небесах» «Evil Spirits in Heavenly Places» | Damon Thomas  | Джон Логан | 24 травня 2015              | 0.64          |
| 13 | 5  | «Над склепінчастими небесами» «Above the Vaulted Sky»   | Damon Thomas  | Джон Логан | 31 травня 2015              | 0.712         |
| 14 | 6  | «Glorious Horrors»                                      | Джеймс Говз   | Джон Логан | 7 червня 2015               | 0.566         |
| 15 | 7  | «Маленький скорпіон» «Little Scorpion»                  | Браян Кірк    | Джон Логан | 14 червня 2015              | 0.572         |
| 16 | 8  | «Memento Mori»                                          | Kari Skogland | Джон Логан | 21 червня 2015              | 0.523         |
| 17 | 9  | «And Hell Itself My Only Foe»                           | Браян Кірк    | Джон Логан | 28 червня 2015              | 0.604         |
| 18 | 10 | «And They Were Enemies»                                 | Браян Кірк    | Джон Логан | 5 липня 2015                | 0.746         |

## Третій сезон (2016)
| №  | # | Назва                      | Режисер        | Сценарист         | Дата трансляції на Showtime | Глядачі (млн)  |
| -- | - | -------------------------- | -------------- | ----------------- | --------------------------- | -------------- |
| 19 | 1 | «The Day Tennyson Died»    | Damon Thomas   | Джон Логан        | 1 травня 2016               | 0.54           |
| 20 | 2 | «Predators Far and Near»   | Damon Thomas   | Джон Логан        | 8 травня 2016               | 0.554          |
| 21 | 3 | «Good and Evil Braided Be» | Damon Thomas   | Джон Логан        | 15 травня 2016              | 0.599          |
| 22 | 4 | «A Blade of Grass»         | Toa Fraser     | Джон Логан        | 22 травня 2016              | 0.482          |
| 23 | 5 | «This World Is Our Hell»   | Paco Cabezas   | Andrew Hinderaker | 29 травня 2016              | Буде визначено |
| 24 | 6 | «No Beast So Fierce»       | Буде визначено | Джон Логан        | 5 червня 2016               | Буде визначено |
| 25 | 7 | «Ebb Tide»                 | Буде визначено | Джон Логан        | 12 червня 2016              | Буде визначено |
| 26 | 8 | «Perpetual Night»          | Буде визначено | Джон Логан        | 19 червня 2016              | Буде визначено |
| 27 | 9 | «The Blessed Dark»         | Буде визначено | Джон Логан        | 19 червня 2016              | Буде визначено |

## Пов'язані медіа

### Комікси
У 2015 році видавництво Titan Books анонсувало серію коміксів за мотивами «Penny Dreadful», написану співвиконавчим продюсером Крісом Кінгом та письменниками Крісті Вілсон-Кейрнс і Ендрю Гіндеракером.  Перший випуск вийшов 11 травня 2016 року.  У жовтні 2016 року телеканал Showtime оголосив, що новий серіал вийде у 2017 році, дія якого розгортатиметься через шість місяців після фіналу телесеріалу. Проект буде написаний Кінгом, проілюстрований Хесусом Ервасом і опублікований видавництвом Titan Books .